# Ballobar
Ballobar é um município da Espanha na província de Huesca, comunidade autónoma de Aragão, de área 127,73 km² com população de 997 habitantes (2007) e densidade populacional de 7,81 hab./km².
NÃO É FIXE MANO!

## Demografia
| Variação demográfica do município entre 1991 e 2004 | Variação demográfica do município entre 1991 e 2004 | Variação demográfica do município entre 1991 e 2004 | Variação demográfica do município entre 1991 e 2004 |
| --------------------------------------------------- | --------------------------------------------------- | --------------------------------------------------- | --------------------------------------------------- |
| 1991                                                | 1996                                                | 2001                                                | 2004                                                |
| 1148                                                | 1102                                                | 1007                                                | 1012                                                |